# Дайсаку Ікеда
Дайсаку Ікеда (яп. 池田 大作, Ikeda Daisaku, народився 2 січня 1928,Японія) — японський філософ, письменник, громадський і політичний діяч. Народився в Токіо. Дайсаку Ікеда — президент організації Сока Гаккай, а з 1975 р. — президент Сока Гаккай Інтернешнл — міжнародної буддистської організації сприяння миру, культурі та освіті, яка нараховує 12 млн членів у 190 країнах світу. Ікеда засновник багатьох університетів, шкіл, музеїв, концертної асоціації «Min-On», Бостонського центру з вивчень проблем 21-го століття та ін. Його праці з проблем політики та цивілізації видані на 30 мовах світу. За гуманістичну, громадську та наукову діяльність він був удостоєний звання почесного доктора 306 університетів світу. В серпні 1983 року був удостоєний премії Миру ООН.